# Sint-Colomankerk
De barokke Sint-Colomanskerk (Duits: Colomanskirche) is een aan de heilige Coloman gewijde kerk in Schwangau, Beieren. De Ierse pelgrim zou onderweg naar het Heilige Land in de zomer van het jaar 1012 op deze plek halt hebben gehouden om te rusten. De bedevaartskerk werd in de 17e eeuw op de plek van een oudere kapel gebouwd en is vanwege de schitterende locatie en de nabijheid van het wereldberoemde slot Neuschwanstein een van de bekendste bezienswaardigheden van Beieren.

## Bouwgeschiedenis
Oorspronkelijk stond op de plaats van het huidige kerkgebouw een kleine veldkapel uit de 15e eeuw. Toen in de jaren 1633-1635 de pest bijna het hele dorp uitroeide, werden de waarschijnlijk meer dan 300 slachtoffers bij de kapel begraven. Het kerkhof bleef tot 1809 in gebruik. Vanaf 1673 werd vanwege de toenemende stroom pelgrims die rijkelijk offerden op initiatief van de priester Johann Lieb begonnen met de bouw van een nieuwe, grotere kerk, onder leiding van de uit Wessobrunn afkomstige bouwmeester Johann Schmuzer. De toren aan de westelijke kant van het koor werd in 1682 gebouwd. Het geheel voltooide kerkgebouw werd ten slotte in 1685 gewijd. In 1714 kwam de kleine voorbouw voor de gevel gereed. Van ongeveer 1718 tot 1809 was aan de muur van het kerkhof een kluis gebouwd waar een heremiet als hoeder van het godshuis woonde.

## Beschrijving
De kerk ligt buiten Schwangau in het vrije veld. De getrapte steunberen wekken de indruk dat er sprake is van een in de barokke stijl verbouwde laatgotische kerk, maar de kerk werd echter geheel in de barooke periode gebouwd. De middeleeuwse indruk wordt verder versterkt door de lage muur (1684) om het voormalige pestkerkhof van 1635-1636. De oostelijk van de kerk gelegen godsakker heeft in het noordoosten van de ommuring een torentje.
Het kerkschip wordt verdeeld door steunberen en een dubbele rij vensters. Het koor, dat door de toevoeging van de sacristie erg lang lijkt, is sterk ingesnoerd. De vierkante toren gaat over in een achtzijdige bovenbouw en wordt afgesloten door een uitvormige koepel.

## Interieur
Het rijke stucwerk van Johann Schmuzer bedekt de muren en het plafond met guirlandes, schelp- en vruchtmotieven en engelen. De altaren zijn in de kleuren rood (marmer) en wit (stucwerk) uitgevoerd en zorgen zo voor een vloeiende overgang van kerkschip naar koor. Het grote hoogaltaar met een drievoudige zuilenopbouw bevat een schilderij met de heilige Coloman en de heilige Drievuldigheid en beslaat de hele oostelijke wand. De nevenaltaren zijn in overeenstemming met het hoofdaltaar. Het noordelijke zijaltaar toont de glorie van de heilige Magnus, het zuidelijke de h.h. Cosmas en Damianus. De eenvoudige kuip van de kansel dateert uit de bouwperiode van de kerk.
Uit de voorganger van de kerk bleven nog een aantal voorwerpen bewaard. Van het hoofdaltaar afkomstig zijnde de (op 1510 gedateerde) beelden aan de zuidoostelijke muur (Sint-Coloman, de Moeder Gods en Sint-Appolonia), een herdersscène op het linker koorgestoelte en de beide vleugelreliëfs van de Verkondiging en de geboorte van Christus in de sacristie. De monstrans op het rechter zijaltaar bevat een relikwie van Sint-Coloman en betreft een geschenk uit 1720 van de abt van Melk. Uit ongeveer dezelfde periode stammen de beelden op het linker zijaltaar en de negen, door andere bedevaartskerken geschonken, schilderijen over het leven en sterven van de kerkpatroon. Opmerkelijk zijn verder meerdere votiefbeelden en een Ecce Homogroep.

## Galerij

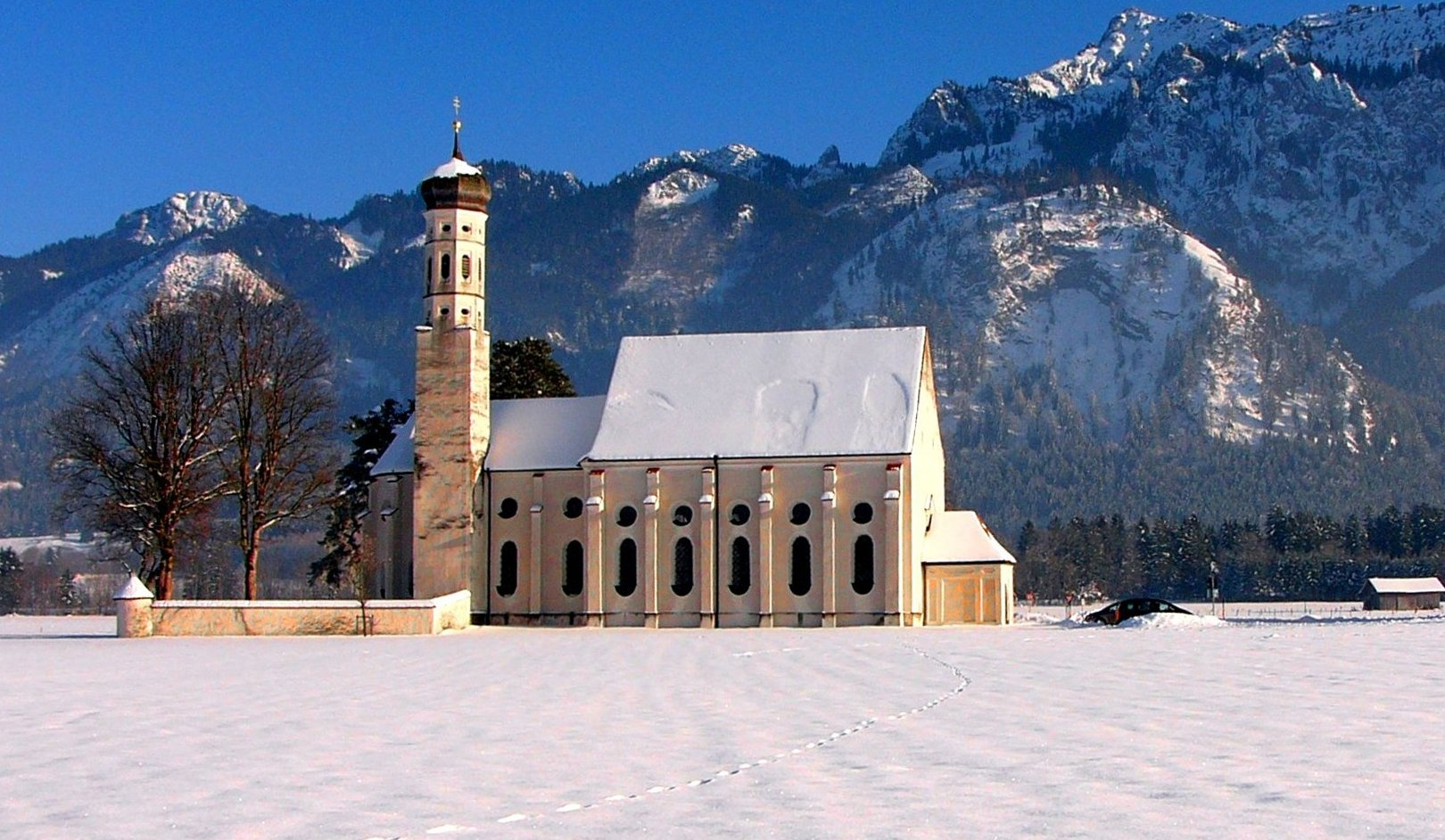
De kerk in de winter
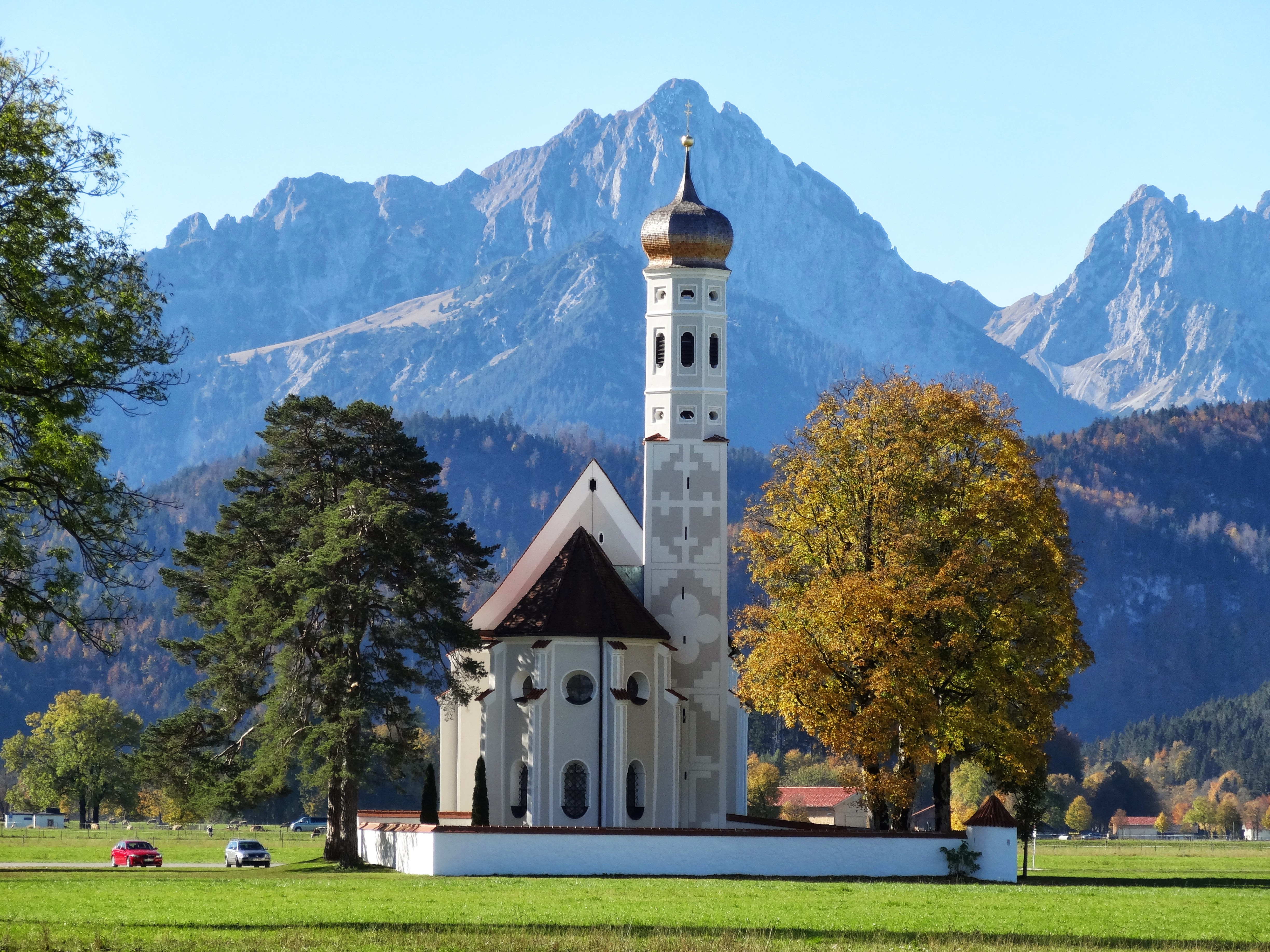
Zicht op de godsakker met het torentje in de ommuring.
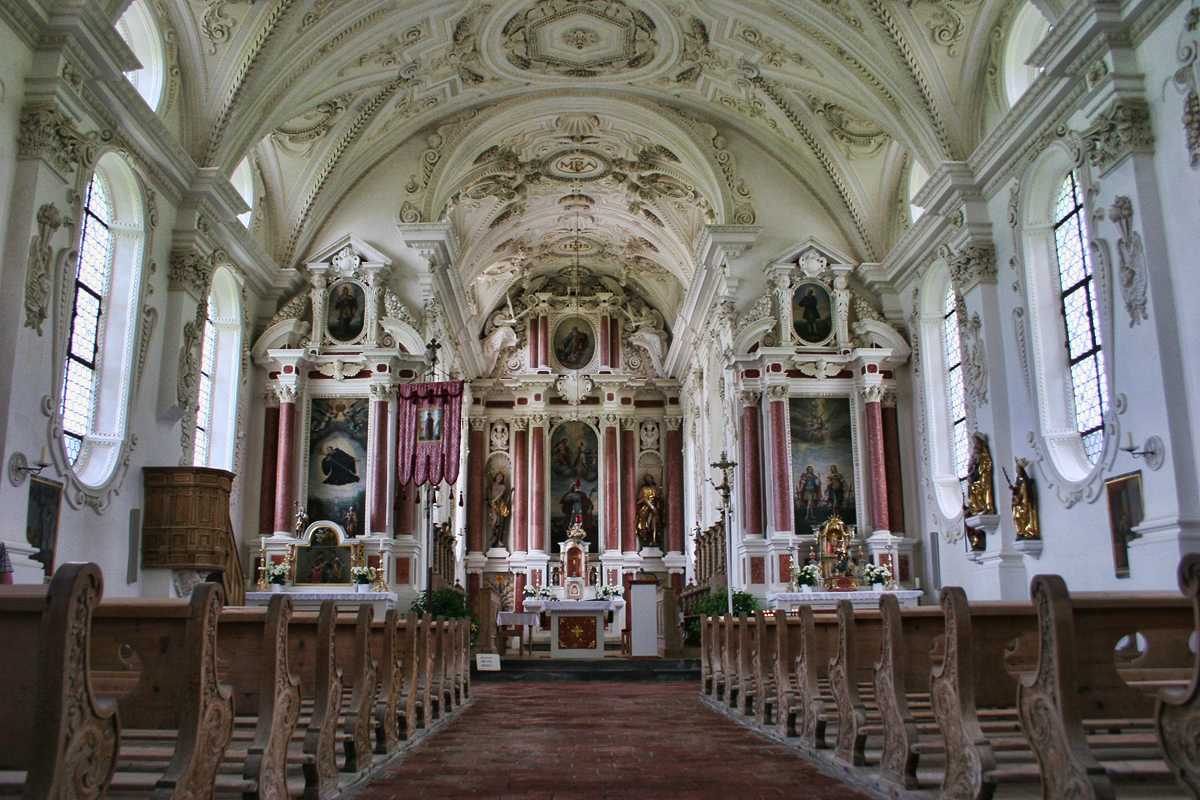
Interieur
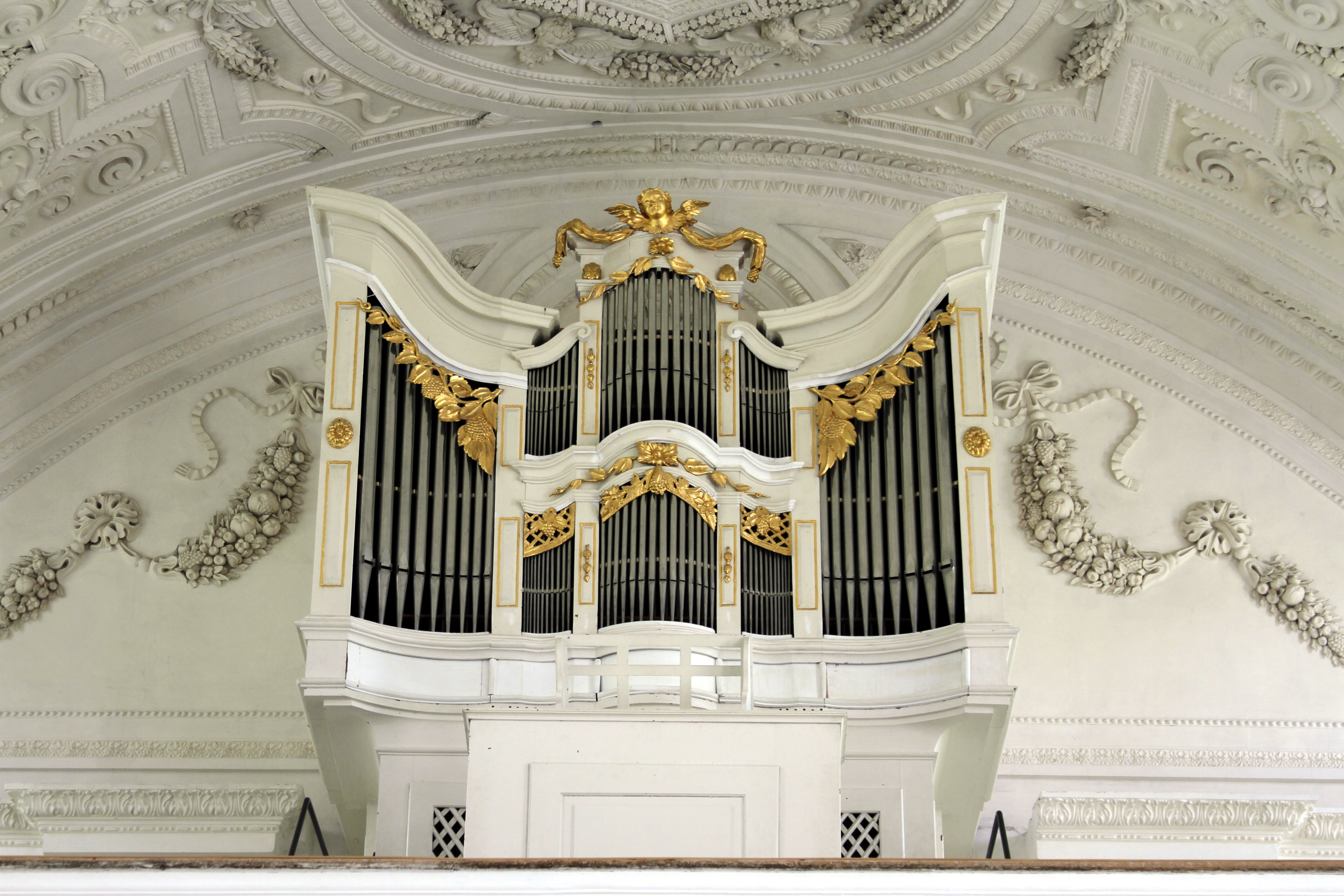
Orgel